# 葛琳達
葛琳達（英語：Glinda），即南國魔女（the Good Witch of the South），是法蘭克·鮑姆作品《綠野仙蹤》及其他奧茲國系列小說的虛構人物，居住在奧茲國南方的善良女巫。

## 角色
葛琳達是奧茲國四位女巫之一，統治南方的奎德林國，居住在奎德林國南部一棟美麗的宮殿內。她是一個美貌的年輕女子，紅髮藍眼，實際年齡比外表要年長的多。
在《綠野仙蹤》，桃樂絲來到奎德林國向葛琳達求助，葛琳達教導她如何運用銀鞋的力量回家，滿足了桃樂絲的願望。

## 改編版本

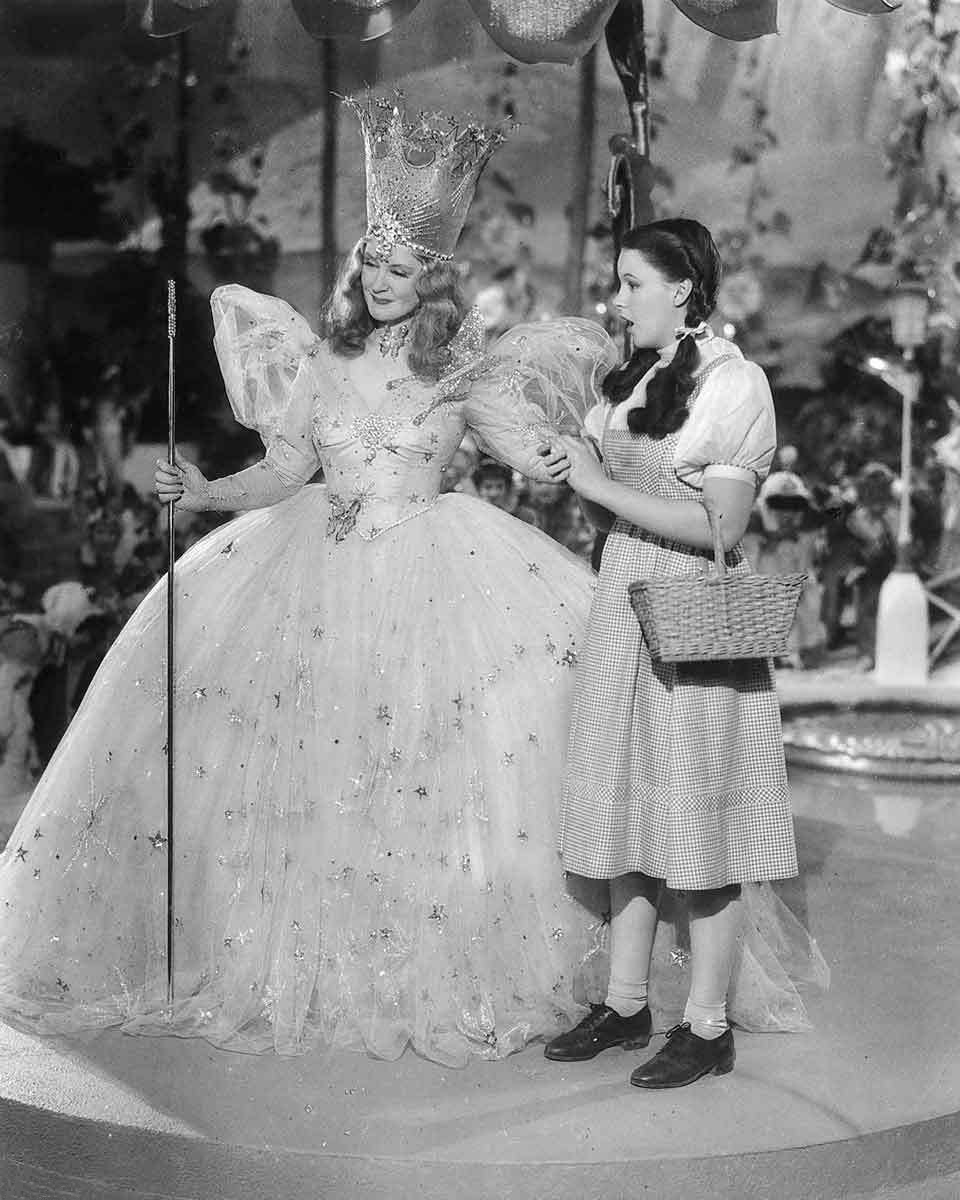
1939年電影中的葛琳達與桃樂絲

在1939年電影《綠野仙蹤》中，葛琳達由比萊·布克飾演。該角與原著中的北國魔女角色結合，被稱為北國魔女而非南國魔女。
在2013年電影《奧茲大帝》中，由蜜雪兒·威廉絲飾演。該電影裡，她被姊姊伊娃諾拉誣陷為殺害國王的兇手，直到在魔術師奧斯卡·迪格斯幫助下才得以擊敗伊娃諾拉，在這過程中她還愛上了奧斯卡。
在2013年動畫電影《奧茲國的桃樂絲》，由帕娜黛特·彼得絲配音。
2024年電影《魔法壞女巫》及其續作《魔法壞女巫：第二部》改編自音樂劇《女巫前傳 (音樂劇)》，亞莉安娜·格蘭德 飾演 格琳達／葛琳達·厄普蘭。